# Łoskotnica pękająca

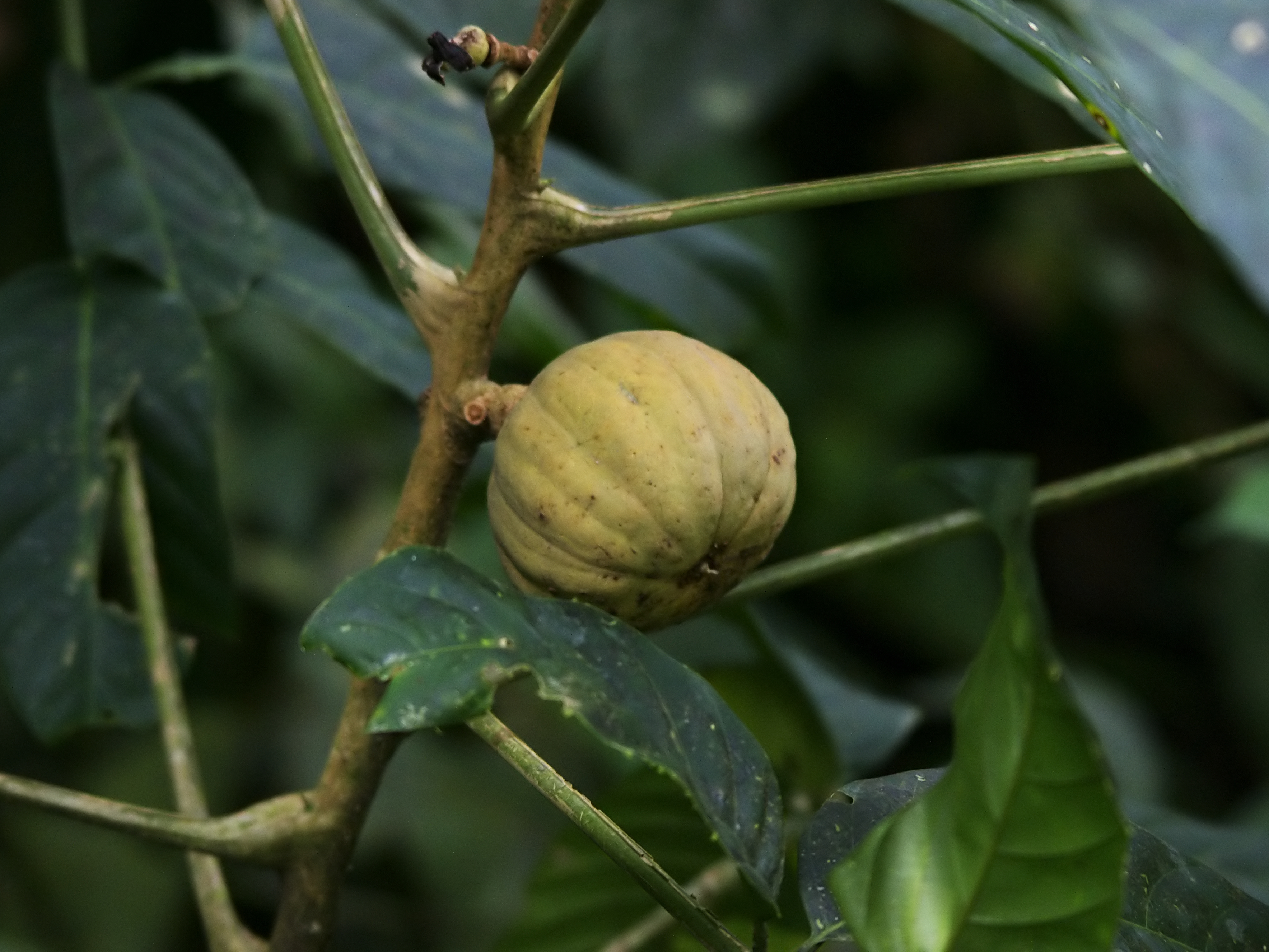
Owoc

Łoskotnica pękająca, piaskownica pękająca (Hura crepitans) – gatunek drzewa z rodziny wilczomleczowatych (Euphorbiaceae). Pochodzi tropikalnych rejonów Ameryki. Naturalizowana również na niektórych obszarach w Azji. Cała roślina zawiera trujący sok mleczny – samo dotknięcie może wywołać podrażnienia skóry, zaś kontakt z oczami prowadzić nawet do ślepoty.

## Morfologia
PokrójDrzewo o wysokości do 25 m. Pień oraz główne gałęzie pokryty stożkowatymi cierniami.
LiścieNaprzemianległe, sercowate do jajowatych, ogonki o długości 20 cm, blaszka liściowa do 25 cm, z mocnym unerwieniem bocznym. Brzeg liścia piłkowany.
KwiatyRozdzielnopłciowe: kwiaty męskie guzikowate 2–5 mm, zebrane w stożkowane kłosy zwisające na długich szypułach; żeńskie rosnące pojedynczo, składają się prawie wyłącznie ze słupka o długości do 6 cm, z kilkunastoma gałązkami znamienia.
OwoceW kształcie spłaszczonej kuli, o długości 5 cm i szerokości 8 cm, podzielone na kilkanaście segmentów. Dojrzałe ciemnobrązowe, pękają z hukiem (stąd nazwa), wyrzucając nasiona na znaczne odległości.

## Zastosowanie
- Niegdyś suche owoce służyły jako pojemnik na piasek do osuszania atramentu, stąd zwyczajowa nazwa „piaskownica”, ang. Sandbox Tree.
- Trujący sok mleczny wykorzystuje się przy odławianiu ryb – wlewa się go po kropli do strumienia i wyławia oszołomione ryby.
- Indianie karaibscy stosowali sok mleczny do zatruwania strzał do dmuchawek.